# Theromyzon tessulatum
Theromyzon tessulatum (П'явка пташина звичайна) — вид п'явок з роду Theromyzon родини Пласкі п'явки ряду Хоботні п'явки (Rhynchobdellida). Інша назва «качина п'явка». Синонім — Protoclepsis tesselata.

## Опис
Загальна довжина досягає 4 см. Має 4 пари очей. Тіло масивне, сплощене, листоподібне, доволі м'яке і гладеньке, спереду широке й звужується на кінці. Передня присоска дископодібна, чітко відділена від тіла, значно більша та розвиненіша за задню.
Забарвлення передньої частини біля рота, присоска, задня частина зеленуватого кольору. Основне забарвлення темно-коричневе, з боків жовтувате. Від боків до середини проходять хвилясті нерівномірні смужки жовтого кольору.

## Спосіб життя
Є ектопаразитом, що живиться кров'ю водоплавних птахів, насамперед представників качкових. Заповзає в ніздрі, рот і дихальні шляхи. Перший раз вона ссе кров птахів через 1—1,5 місяця після виходу з кокона, другий раз — через 20—30 днів після першого харчування й третій раз — через 1,5—2 місяці після другого. Може привести до загибелі птахів через задуху, особливо пташину молодь, яку атакує передусім. Масове розмноження п'явки викликає загибелі гусаків та качок, чим завдає значної шкоди господарствам з розведення свійських птахів.
Через 4—6 місяців після третього харчування стає статевозрілою й розмножується. Парування відбувається кілька разів протягом 10—20 днів з одним або різними партнерами. Яйця відкладаються через 6—14 днів у 4 кокони. Загальне число яєць близько 100. Молодь може жити на тілі материнського організму до двох-трьох місяців. Після відкладання коконів п'явки можуть прожити ще якийсь час, але крові більше не ссуть.

## Розповсюдження
Поширена у Північній і Південній Америці. Також зустрічається у Великій Британії, Нідерландах, Данії та Швеції.